# Liste der Monuments historiques in Saint-Fiacre (Côtes-d’Armor)
Die Liste der Monuments historiques in Saint-Fiacre (Côtes-d’Armor) führt die Monuments historiques in der französischen Gemeinde Saint-Fiacre auf.

## Liste der Bauwerke
| Bezeichnung      | Beschreibung              | Standort | Kennzeichnung | Schutzstatus | Datum | Bild           |
| ---------------- | ------------------------- | -------- | ------------- | ------------ | ----- | -------------- |
| Kirche St-Fiacre | Erbaut im 15. Jahrhundert | (Lage)   | PA00089614    | Classé       | 1915  | weitere Bilder |

## Liste der Objekte

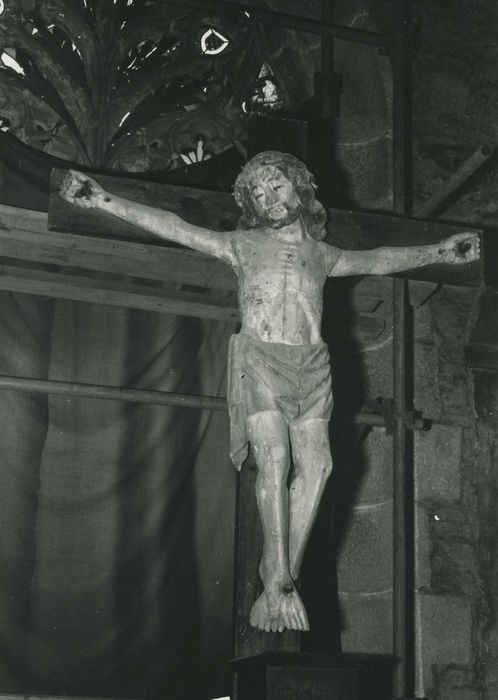
Kruzifix (15. Jahrhundert) in der Kirche St-Fiacre

- Monuments historiques (Objekte) in Saint-Fiacre (Côtes-d’Armor) in der Base Palissy des französischen Kultusministeriums